# Trung tâm đào tạo bóng đá HKFA câu lạc bộ Jockey
Trung tâm đào tạo bóng đá HKFA câu lạc bộ Jockey (viết tắt là FTC, tiếng Trung: 賽馬會香港足球總會足球訓練中心) là một trung tâm bóng đá quốc gia có trụ sở ở Tseung Kwan O, Tân Giới, Hồng Kông. Trung tâm đã được hoàn thành vào tháng 9 năm 2018.

## Lịch sử
Năm 2002, Hiệp hội bóng đá Hồng Kông đã công bố kế hoạch xây dựng một Trung tâm Huấn luyện Bóng đá Quốc gia tại một bãi rác đã đóng cửa ở Tseung Kwan O. Đây sẽ là trung tâm đầu tiên thuộc loại hình này ở Hồng Kông và dự kiến sẽ hoàn thành vào năm 2008 với khoản tài trợ trị giá 103 triệu đô la từ Câu lạc bộ Jockey Hồng Kông. Tuy nhiên, nó không bao giờ rời khỏi mặt đất.
Vào năm 2012, dưới sự lãnh đạo của Giám đốc điều hành mới Mark Sutcliffe và Dự án Phoenix, HKFA đã nhận ra tầm quan trọng của trung tâm và đang thảo luận về việc tài trợ với Câu lạc bộ Jockey Hồng Kông để tài trợ cho việc xây dựng trung tâm. HKFA sẽ làm việc với Chính phủ và Câu lạc bộ Jockey Hồng Kông để phát triển kế hoạch kinh doanh và quy hoạch tổng thể địa điểm cho cơ sở rất cần thiết này. Mark Sutcliffe hy vọng rằng công việc được thực hiện vào năm 2013 sẽ có thể khởi công xây dựng vào đầu năm 2014.
Vào ngày 17 tháng 11 năm 2015, Mark Sutcliffe cho biết khoản tài trợ trị giá 133 triệu đô la Hồng Kông từ Câu lạc bộ Jockey Hồng Kông đã được đồng ý cho việc xây dựng, dự kiến bắt đầu vào năm 2016. Một công ty tư vấn sẽ được chỉ định để giám sát dự án xây dựng sẽ chứng kiến ba điều kiện tự nhiên. Sân cỏ và 3 sân cỏ nhân tạo sẽ được xây dựng trên bãi rác cũ. Chính phủ cũng đã giải phóng khu đất trước đây được nắm giữ theo Chương trình tài trợ phục hồi bãi rác được khôi phục.
Vào ngày 15 tháng 12 năm 2016, Giám đốc điều hành của HKFA, Mark Sutcliffe đã thông báo với giới truyền thông rằng công việc xây dựng cơ sở ban đầu gần đây đã bắt đầu và sẽ sẵn sàng vào tháng 7 năm 2017.
Nhà thầu địa phương Projexasia đã được trao hợp đồng xây dựng vào cuối năm 2016.

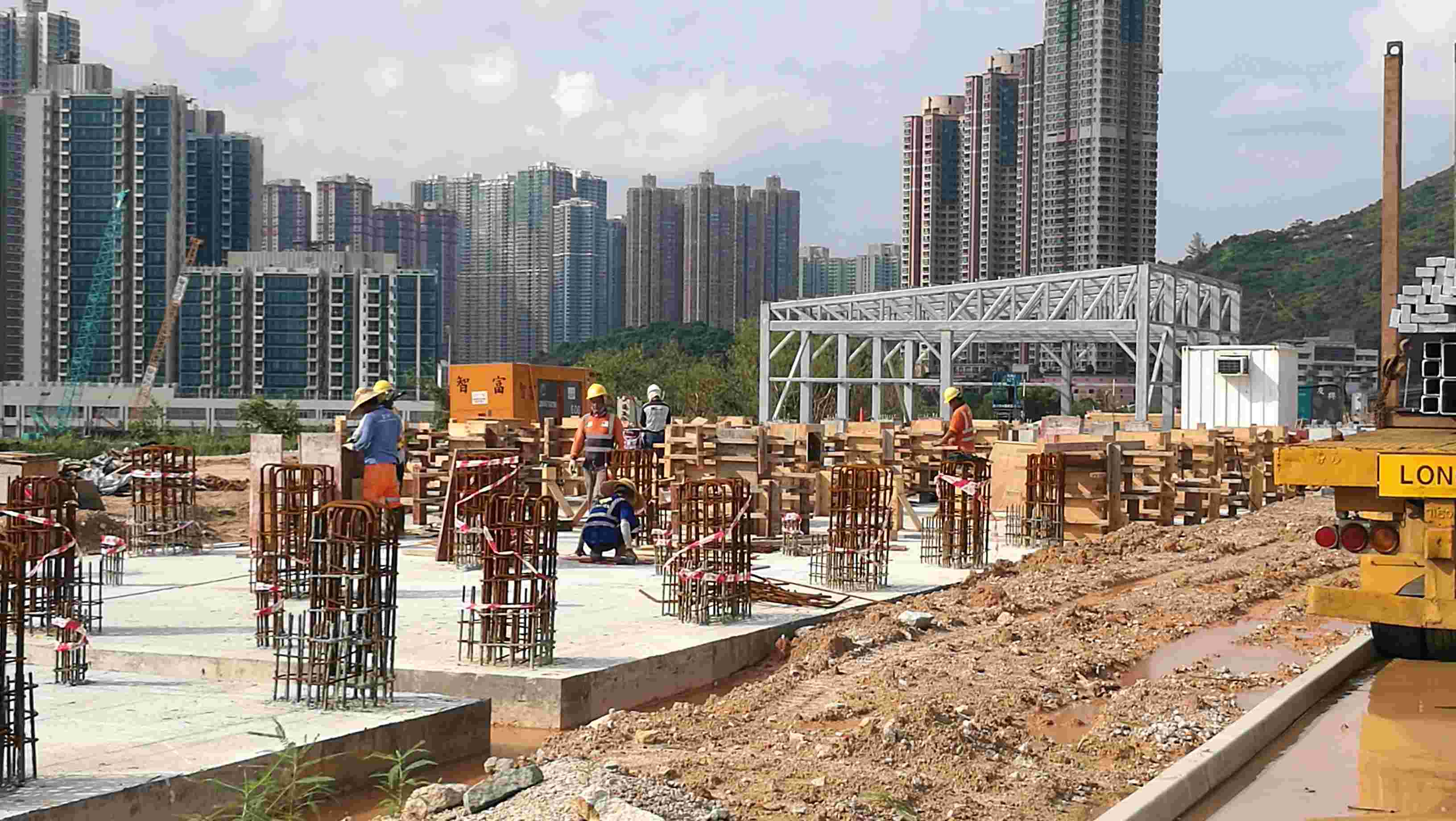
Hình ảnh trung tâm đào tạo đang được xây dựng

## Cơ sở vật chất
Trung tâm bao gồm 3 sân cỏ tự nhiên và cỏ nhân tạo, mỗi sân đều có thêm cơ sở vật chất cho môn futsal, văn phòng hành chính, lớp học, phòng tập thể dục và phòng thay đồ. FTC là sân tập chính của các đội tuyển quốc gia nam và nữ, cũng như các đội tuyển trẻ của Hồng Kông. Khi không được sử dụng cho đội tuyển quốc gia, công chúng có thể đặt trước các cơ sở vật chất này.